# Тулуза
Тулу́за (фр. Toulouse МФА: [tuˈluz]о файле, местн. МФА: [tuˈluzə]о файле, окс. Tolosa [tuˈluzɔ], лат. Tolosa, кат. Tolosa de Llenguadoc) — город на юге Франции, столица региона Окситания и префектура (административный центр) департамента Верхняя Гаронна и округа Тулуза. Один из самых крупных культурных, научных и промышленных центров Франции; четвёртый по населению (475 438 человек, 2016) город после Парижа, Марселя и Лиона. Девиз — Per Tolosa totjorn mai с окс. — «Всего больше для Тулузы».

## География
Тулуза расположена на берегах Гаронны, между Атлантическим океаном (250 км) и Средиземным морем (150 км). В Тулузе смыкаются Лангедокский и Гароннский каналы, соединяющие Атлантический океан со Средиземным морем. Старая часть города занимает высокий правый берег Гаронны. Вокруг раскинулись предместья, известные со Средних веков. В старину здесь говорили на окситанском наречии. На левом берегу — предместье Сен-Сипрьен; за ним — спальный район современной застройки, Мирай.

## Климат
| Показатель                    | Янв.  | Фев. | Март | Апр. | Май  | Июнь | Июль | Авг. | Сен. | Окт. | Нояб. | Дек. | Год   |
| ----------------------------- | ----- | ---- | ---- | ---- | ---- | ---- | ---- | ---- | ---- | ---- | ----- | ---- | ----- |
| Абсолютный максимум, °C       | 21,2  | 22,1 | 27,1 | 30,0 | 32,7 | 39,8 | 40,2 | 40,2 | 35,3 | 30,2 | 24,3  | 21,1 | 40,2  |
| Средний суточный максимум, °C | 9,5   | 11,1 | 14,5 | 17   | 21   | 25,2 | 28   | 27,9 | 24,6 | 19,5 | 13,3  | 9,9  | 18,5  |
| Средняя температура, °C       | 5,9   | 7    | 9,7  | 11,9 | 15,9 | 19,6 | 22   | 21,9 | 18,9 | 14,9 | 9,5   | 6,5  | 13,6  |
| Средний суточный минимум, °C  | 2,4   | 3    | 5    | 7,1  | 10,9 | 14,3 | 16,5 | 16,5 | 13,4 | 10,5 | 5,8   | 3,2  | 9,1   |
| Абсолютный минимум, °C        | −18,6 | −19  | −8   | −3   | −0,8 | 4,0  | 7,6  | 5,5  | 1,9  | −3   | −7,5  | −12  | −19   |
| Норма осадков, мм             | 51,3  | 41,6 | 49,1 | 69,6 | 74   | 60,3 | 37,7 | 46,8 | 47,4 | 57   | 51,1  | 52,4 | 638,3 |
| Источник: Infoclimat          |       |      |      |      |      |      |      |      |      |      |       |      |       |

## История

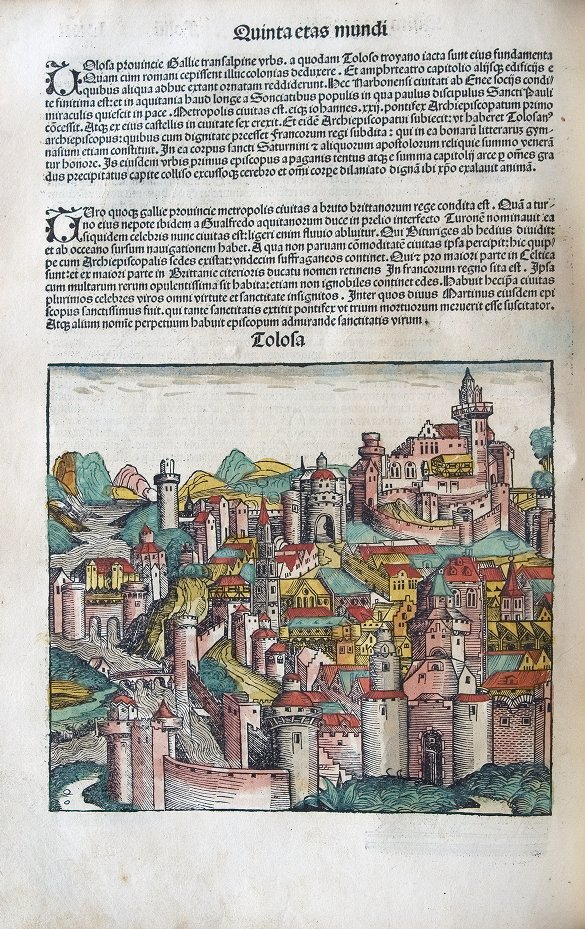
Тулуза на ксилографии из «Нюрнбергской хроники» Хартмана Шеделя (1493)

В 106 году до н. э. галльское поселение Толоса было захвачено римлянами. С IV века известно о пребывании в Тулузе епископа.
С 419 по 507 годы Тулуза была столицей королевства вестготов.
В 508 году Тулузой овладели франки во главе с Хлодвигом. Время от времени Тулуза оказывалась столицей самостоятельного королевства Аквитания. В 721 году выдержала осаду сарацинами. С 778 года — резиденция графов Тулузских, которые держали под своим контролем юг Франции.
Благосостояние средневековой Тулузы было связано не только с её столичным положением, но и с тем, что через неё проходил многолюдный путь Святого Иакова. В 1214 году святой Доминик основал в Тулузе орден доминиканцев.
В 1216 году Тулуза была взята предводителем крестоносцев Симоном де Монфором, но в сентябре 1217 года воевавший с крестоносцами Раймунд VI, собрав военные силы, подошёл к Тулузе, восставшей против французов и открывшей ему ворота. Монфор срочно вернулся и в октябре осадил город, но 25 июня 1218 года во время осады был убит прямым попаданием в голову камня из катапульты. Его сын Амори VI де Монфор был вынужден снять осаду.
В 1229 году заработал Тулузский университет, а в 1317 году епископская кафедра возвысилась до степени архиепископской.
После присоединения к королевскому домену в 1271 году Тулуза до Великой французской революции оставалась центром провинции Лангедок. Тулузский парламент, впервые созванный в 1421 году, рассматривал судебные тяжбы жителей всего юга Франции. О тулузских литературных турнирах см. Клеманс Изор.
В годы Гугенотских войн Тулуза служила оплотом Католической лиги. В 1632 году во дворе Тулузской ратуши был казнён последний герцог Монморанси.
В 1814 году маршал Сульт проиграл под Тулузой последнее сражение Полуостровной войны.
До строительства первой железной дороги Тулуза как провинциальный город запаздывала в своём промышленном развитии.
Начало тулузскому авиастроению положил Клемент Адер (1841—1925). При Шарле де Голле в Тулузе разместились Национальный центр космических исследований и связанные с ним предприятия оборонной и авиакосмической отраслей, что способствовало быстрому экономическому и социальному росту. Несколько обветшавших кварталов старой застройки были снесены; на их месте появились современные высотные здания.

## Архитектура
У Тулузы своеобразная архитектура, её называют «розовым городом» из-за цвета кирпича — традиционного материала, из которого был выстроен старый город.
В Средние века Тулуза была религиозным центром французского Юга. Среди сохранившихся церквей первое место принадлежит следующим:
- Романская базилика Сен-Сернен строилась в 1080—1120 гг. для нужд пилигримов, путешествовавших по пути св. Иакова, на месте позднеантичного храма, который заложил первый тулузский епископ, св. Сатурнин. Вместе с другими паломническими церквями внесена в список Всемирного наследия ЮНЕСКО. В 1218 г. с крыши этого храма был выпущен камень, которым был убит предводитель крестоносцев Симон де Монфор.
- Первый и главный храм доминиканского ордена — выполненная в готическом стиле церковь якобитов[англ.] XIII—XIV веков с могилой великого богослова Фомы Аквинского.
- Кафедральный собор Сент-Этьен[англ.] был заложен в 1073 году и строился на протяжении многих столетий; это яркий пример южнофранцузской готики.
- Базилика Нотр-Дам де ла Дорад построена в стиле неоклассицизма 1764—1883 годы на месте античного храма, посвященного Аполлону.

Тулуза богата гражданской архитектурой XVI—XVII веков. Особенно впечатляют пышностью фасадов многоэтажные особняки торговцев красителями. Некоторые из них спроектировал ренессансный мастер Николя Башелье (1487—1556). К числу работ этого архитектора относится и дворец Ассеза, который занимают художественное собрание фонда Бамберга и Академия цветочных игр, продолжающая поэтические традиции Клеманс Изор.
Главная площадь города (фр.) — Капитолийская — названа в честь расположенного на ней Капитолия — городской ратуши середины XVIII века; в центре площади выложен гигантский окситанский крест. Здания августинского монастыря XIV века ещё в 1801 году были отданы под художественный музей; ныне это Музей августинцев с богатейшим собранием французской живописи разных эпох.

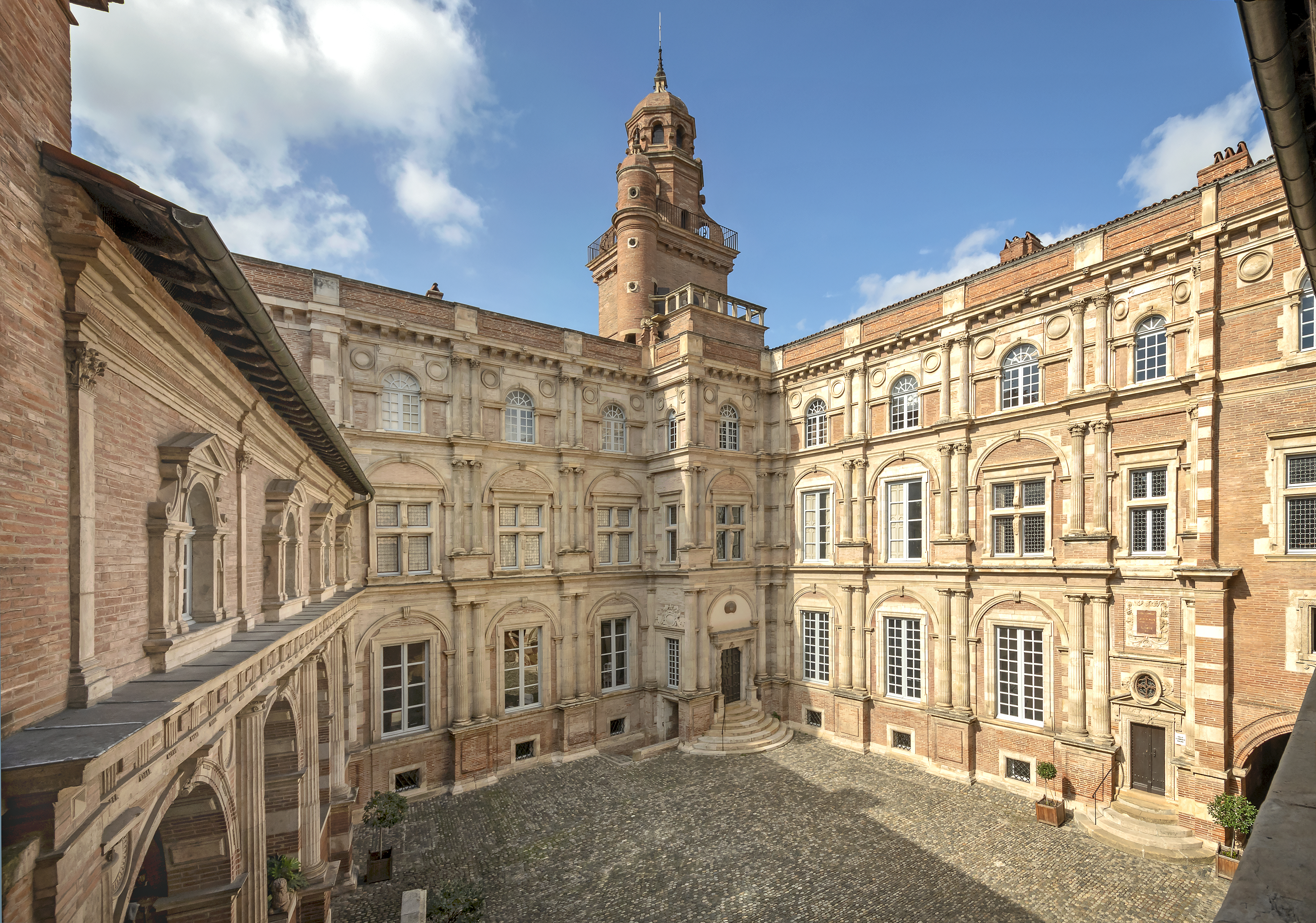
Ренессансный отель д'Ассеза
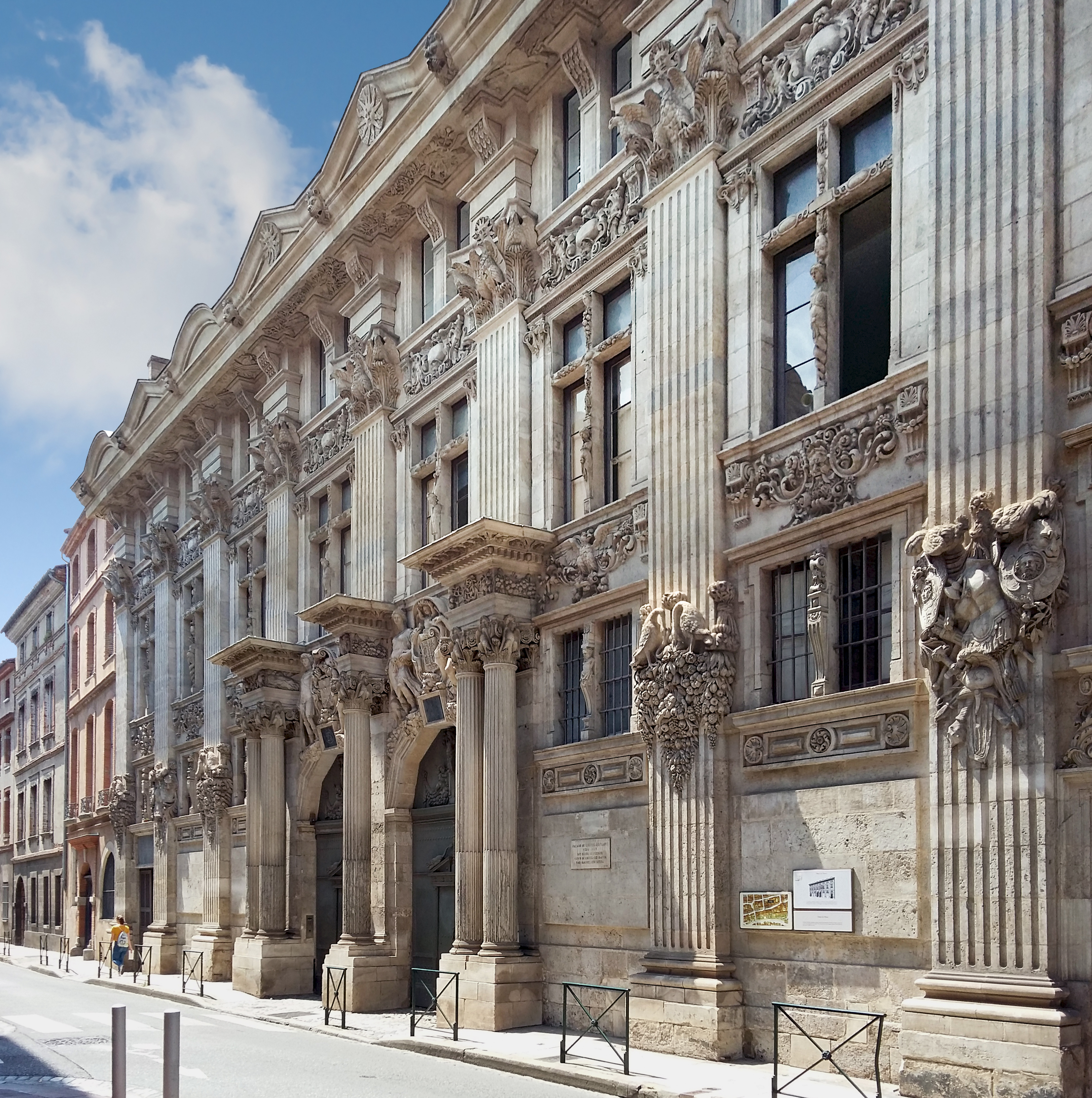
Особняк купца Пьера (XVII век)
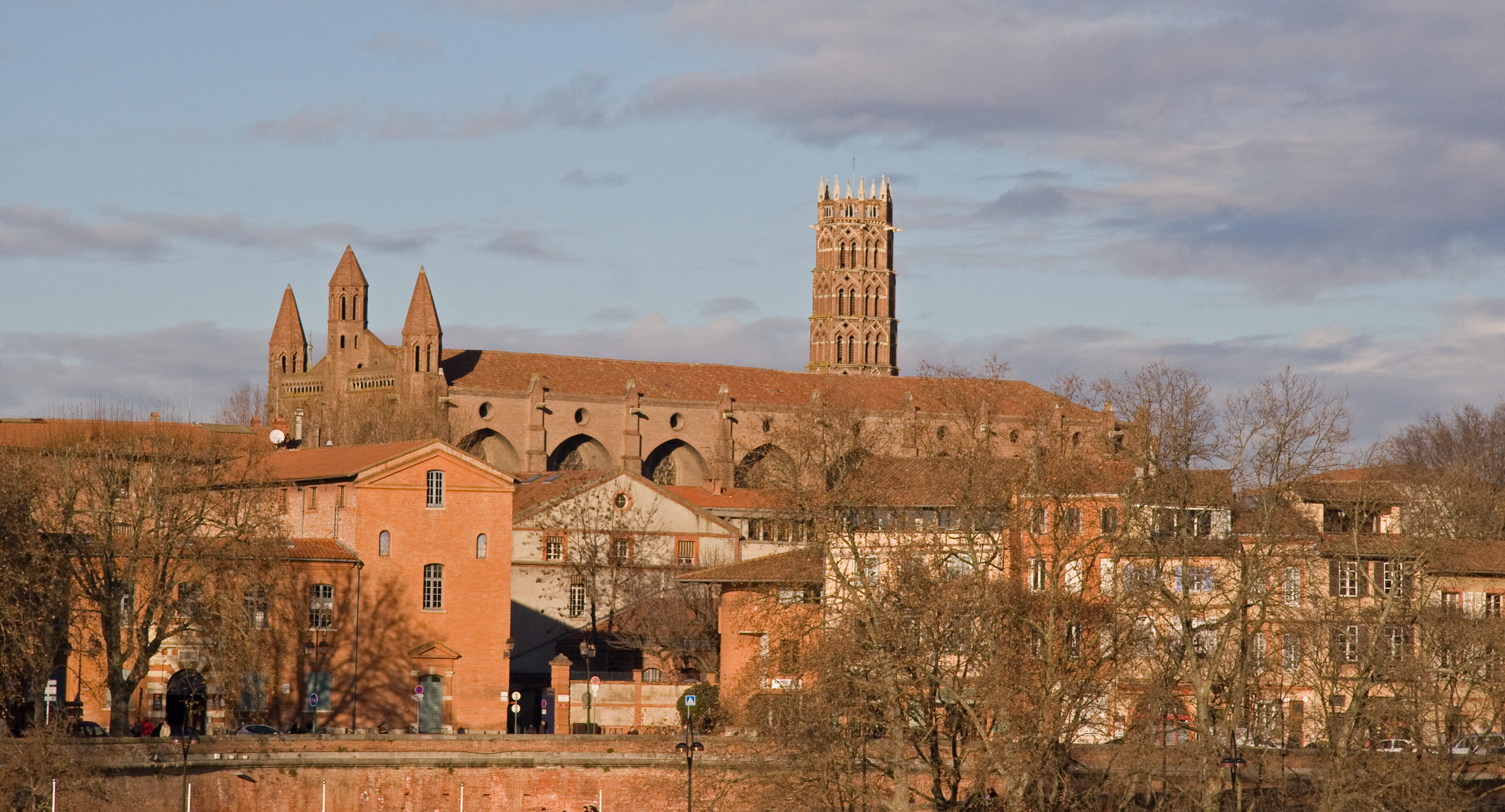
Место рождения ордена доминиканцев

## Экономика и транспорт
Есть предприятия аэрокосмической, электронной, информационно-технологической и биохимической отраслей. Здесь, в частности, располагается основное сборочное производство концерна Airbus и ракет «Ариан». 
Транспорт Тулузы представляет собой развитую сеть автобусных и железнодорожных маршрутов, а также линии трамвая и канатной дороги. С 1993 года функционирует Тулузский метрополитен. Управление транспортом осуществляется концерном Tisseo

## Образование и наука

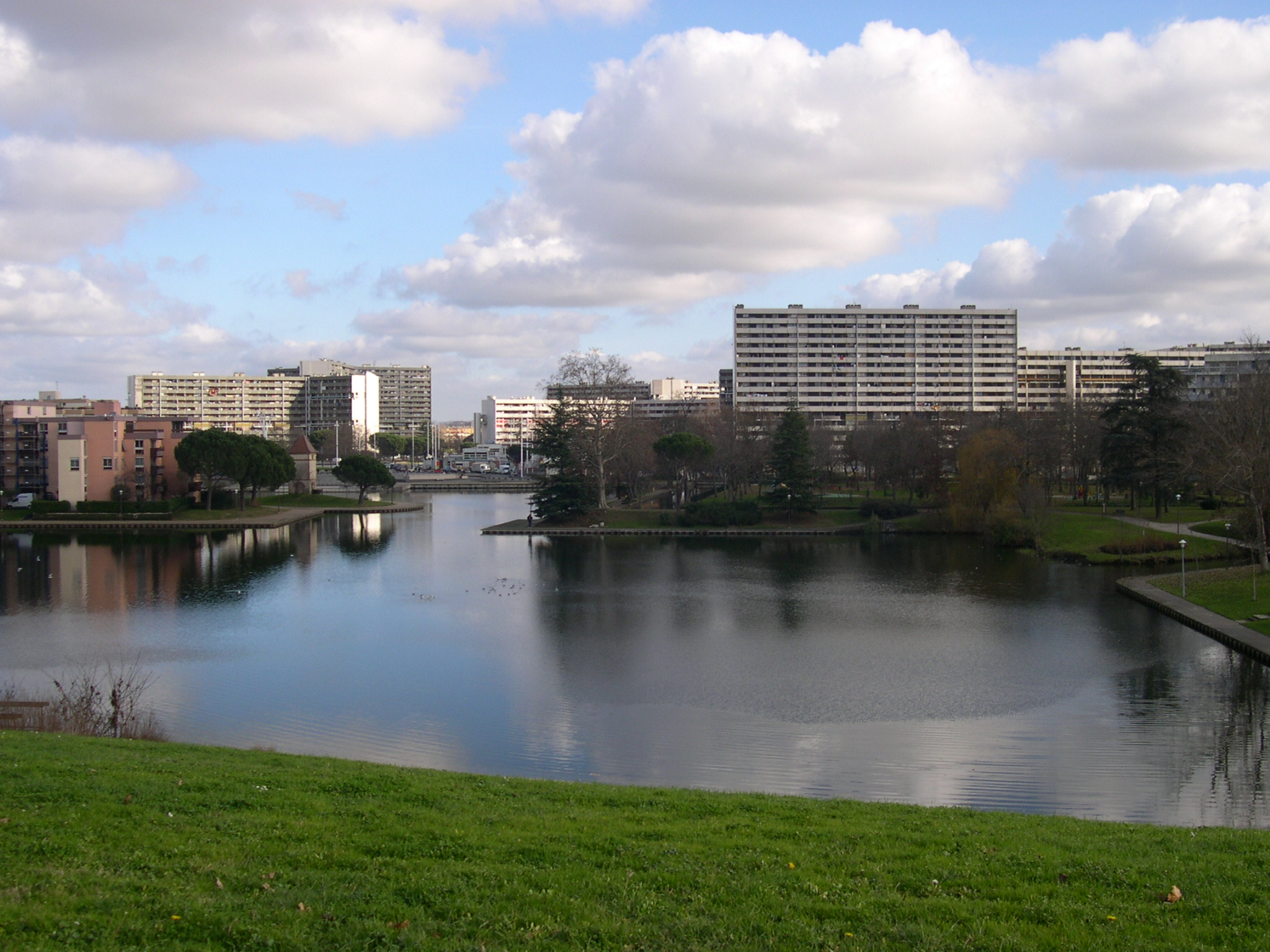
Современный микрорайон в Мирае

Тулуза является вторым студенческим городом Франции после Парижа, насчитывая около 110 000 студентов. После студенческих выступлений в мае 1968 года Тулузский университет был разделён на следующие вузы: Университет Тулуза 1, Университет Тулуза 2, Университет Тулуза 3. На набережной Гаронны с XVIII века высится Высшая школа изящных искусств, где учился, в частности, Энгр. Национальный политехнический институт Тулузы состоит из семи школ: ENSAT, ENSEEIHT, ENSIACET, ENIT, ENM, EI PURPAN и ENVT. В 1876 был основан Католический институт Тулузы, в 1903 — Тулузская бизнес-школа.
Тулузская обсерватория занимает руководящее положение среди астрономических обсерваторий Франции. 19 мая 1874 года в этой обсерватории французским астрономом А.-Ж. Перротэном был открыт астероид, которому было дано название (138) Тулуза.

## Спорт
В городе базируется футбольный клуб «Тулуза». Его домашней ареной является Муниципальный стадион.
На этом же стадионе проводит матчи один из сильнейших европейских регбийных клубов, многократный чемпион Франции «Стад Тулузен» или просто «Тулуза».
В 2008—2009 годах в городе проходил теннисный турнир Masters France, закрытый после двух сезонов из-за отказа участвовать в нем лучших французских спортсменов.

## Города-побратимы
- Атланта, Джорджия, США
- Болонья, Италия
- Киев, Украина
- Тель-Авив, Израиль
- Чунцин, Китай
- Лагос, Нигерия
- Эльче, Испания[8]